# شهرستان تیاژینسکی
شهرستان تیاژینسکی (به لاتین: Tyazhinsky District) یک شهرستان در روسیه است که در استان کمروو واقع شده‌است.